# Dòlgaets
Dòlgaets (en macedònic Долгаец) és un poble situat al municipi de Dòlneni, a Macedònia del Nord. L'any 2002, es va realitzar un cens que va determinar que, al poble, hi havia una població de 70 habitants, tots ells d'ètnia macedònia.